# 国立台湾博物館
国立台湾博物館（こくりつたいわんはくぶつかん）は、日本統治時代の1908年に設置された、台湾で最も歴史のある博物館である。

## 歴史
明治41年（1908年）、第4代台湾総督児玉源太郎と民政長官後藤新平を記念するため、「児玉総督後藤民政長官記念館」として現在地に建築された。明治42年（1909年）に「台湾総督府博物館」に改称。野村一郎設計による現在の建物が大正4年（1915年）に完成し、川上瀧彌が初代館長に就任した。列柱とドームを持つギリシャ風の建物内部には、イタリア産の大理石がふんだんに使われ、天井のステンドグラスには児玉家の家紋である軍配団扇と後藤家の家紋である藤を組み合わせた図案が使われていた。
中華民国による台湾接収後の1949年に「台湾省立博物館」と改称し、2度の改修を経たのち、更に1999年に現在の名称となった。1998年、新古典主義建築の本館が台湾の国定史跡に指定された。2010年、別館として付近の市定古蹟で前台湾土地銀行旧総行（本店、元日本勧業銀行台北支店）ビルを修復、展示施設にリニューアルさせた「土銀展示館」を開館。さらに、2013年11月、旧台湾総督府専売局台北南門工場を修復して「南門園区」として開館。2020年7月には、国定古蹟である旧台湾総督府交通局鉄道部庁舎と附属施設を「鉄道部園区」として開館している。

## 展示
常設展示は、台湾の歴史と自然を主題とし、歴史と諸民族、地質史と鉱物、生物の多様性、台湾の生物、台湾の先住民に分けられている。この他にケナガマンモス標本がある。

## 画像

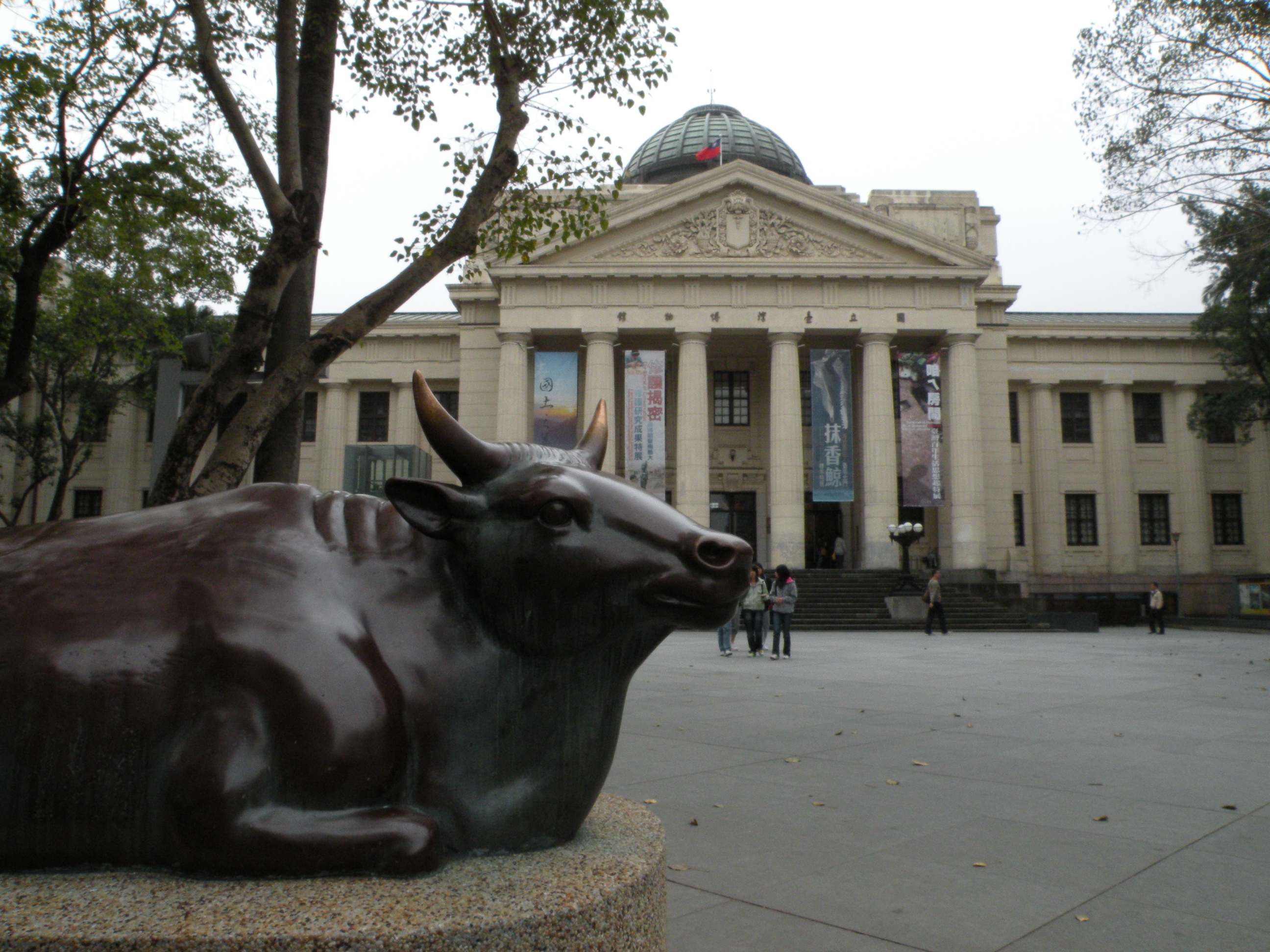
国立台湾博物館本館（国定古跡）
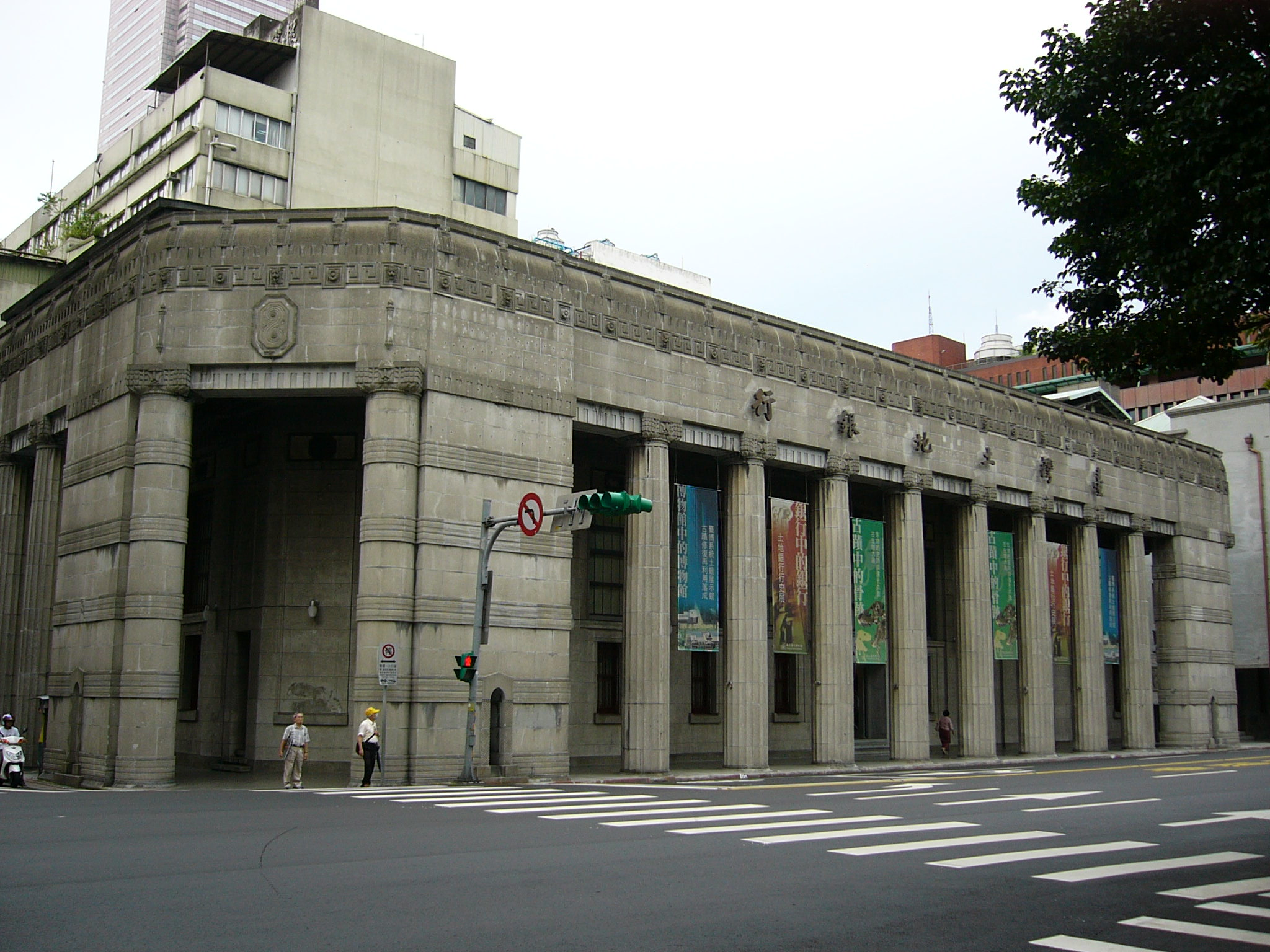
土銀展示館（市定古跡）
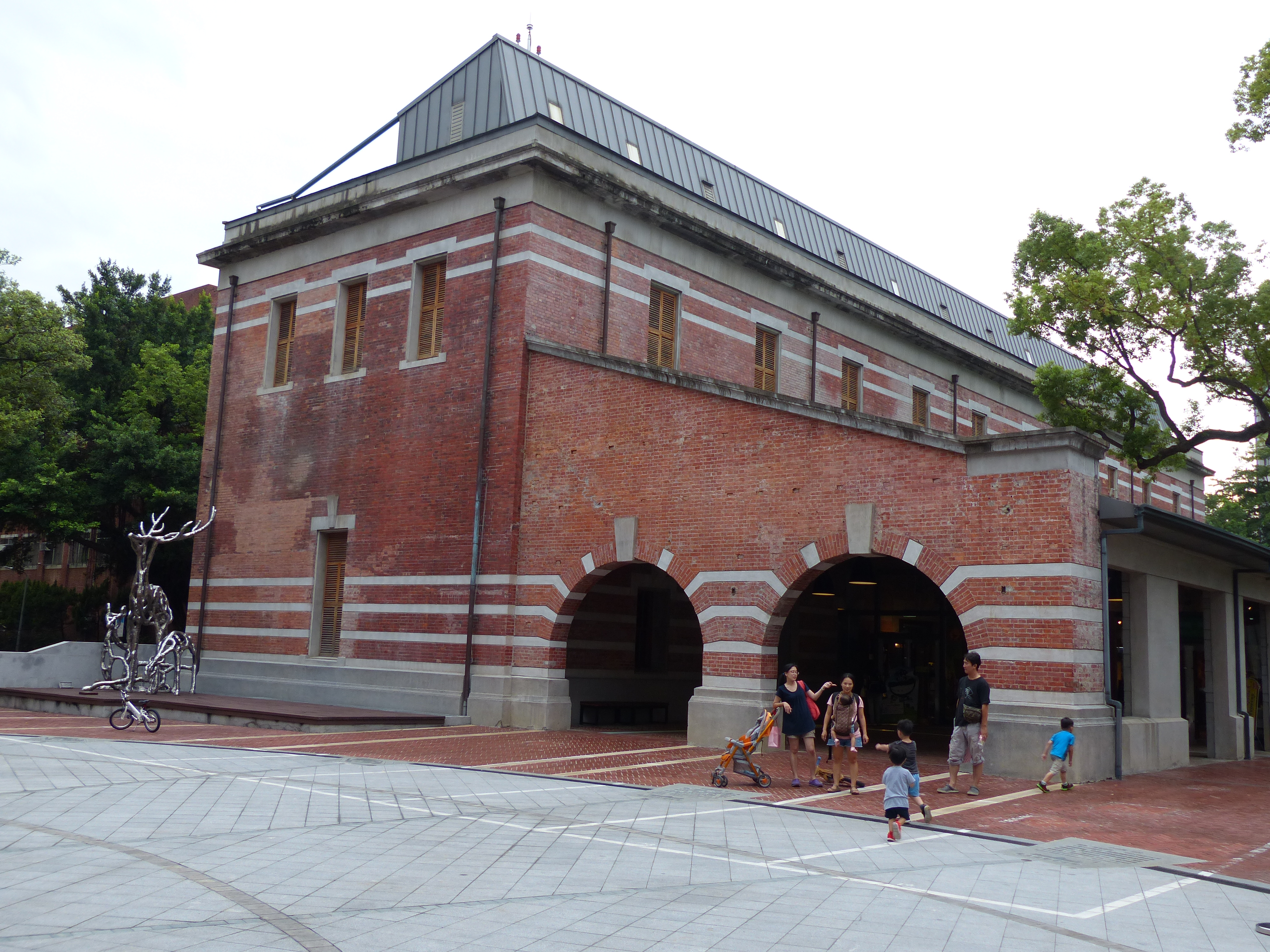
南門園区紅楼展示館
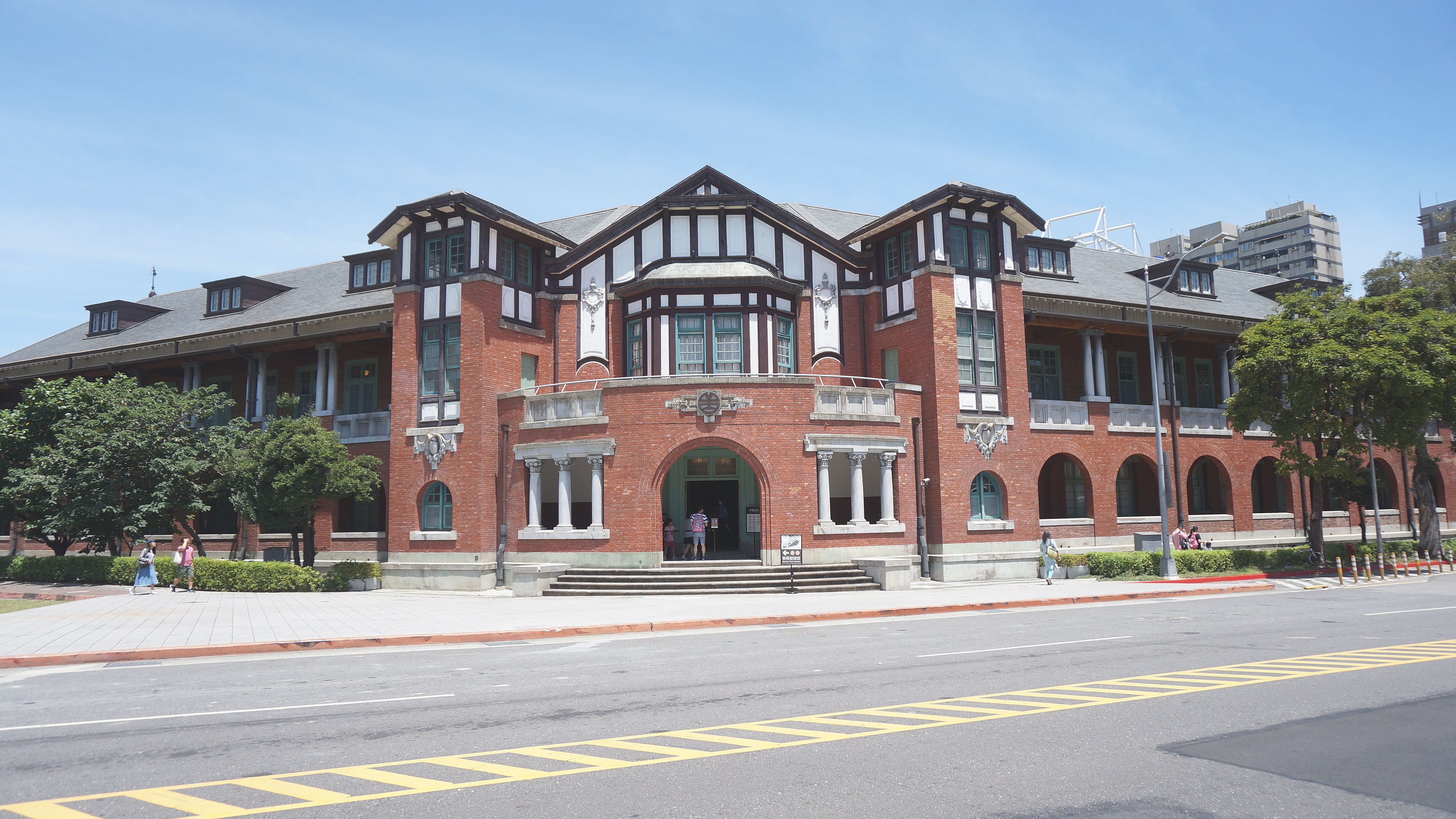
鉄道部園区（国定古跡）

## 交通アクセス
- 台湾鉄路管理局縦貫線台北駅より徒歩8分
- 台北捷運淡水信義線台大医院駅（R09）4号出口より徒歩5分